# Love Never Felt So Good
«Love Never Felt So Good» es una canción interpretada por el artista estadounidense Michael Jackson, publicada póstumamente el 2 de mayo de 2014. Jackson escribió y produjo el tema junto con el cantautor canadiense Paul Anka. Grabada originalmente como una maqueta musical en 1980, la primera versión publicada de la canción fue grabada por Johnny Mathis para su álbum Special Part of Me del año 1984 con nueva letra escrita por Anka y Kathleen Wakefield. Una segunda versión de Jackson a dúo con Justin Timberlake y producida por Timbaland, se convirtió en el primer sencillo del segundo disco póstumo de Jackson, Xscape. Después de «This Is It», esta es la segunda colaboración entre Jackson y Anka publicada desde la muerte del primero en el 2009. Timbaland también rindió tributo a la canción «Workin' Day and Night», popularizada por Jackson en 1979, al incluir extractos de sus percusiones y jadeos en «Love Never Felt So Good».
"Love Never Felt So Good" se convirtió en un nuevo éxito mundial figurando entre los diez primeros en dieciocho listas de popularidad de diferentes naciones, alcanzando el primer puesto en cinco países. 
Michael Jackson se convirtió en el primer artista en la historia en tener una canción top 10 en el Billboard Hot 100 en cinco décadas diferentes cuando "Love Never Felt So Good" alcanzó el número nueve el 31 de mayo de 2014 (serían seis décadas si se incluye su trabajo con The Jackson 5). Pasó ocho semanas en la cima del US Adult R&B Songs. La canción también figuró en el número ocho en el UK Singles Chart.

## Lanzamiento
El 30 de abril de 2014, se anunció que «Love Never Felt So Good» sería estrenada en la ceremonia de los premios iHeartRadio Music Awards el 1 de mayo como primer sencillo de Xscape. Durante el show, la canción fue reproducida acompañada por un tributo de baile a cargo del rapero Usher. La descarga digital del sencillo estuvo disponible a través de iTunes al día siguiente, tanto la versión del álbum como aquella donde colabora Justin Timberlake. La canción comenzó a ser tocada en radio el 2 de mayo, a pesar de que su fecha de estreno en las emisoras era originalmente el 6 de mayo.

## Comentarios de la crítica
Desde su lanzamiento, «Love Never Felt So Good» ha recibido reseñas generalmente positivas de los especialistas. Sorprendida por la calidad de la canción, Aisha Harris, de la revista Slate, opinó que la versión de Timberlake suena como una pista descartada de Off The Wall. Carl Willott, del sitio web Idolator, apreció la combinación de las voces de Timberlake y Jackson. Chris Richards, de The Washington Post, aprobó la versión individual de Jackson, pero criticó el remix de Timberlake por considerarlo similar a las canciones contenidas en el primer disco póstumo de Jackson, Michael. Gavin Edwards, Rolling Stone, opinó que la canción no era el mejor trabajo de Jackson, pero fácilmente podría ser el sexto sencillo de su álbum Bad. Stephanie Chase, Contactmusic, aseguró que el sencillo no era revelador ni excepcional, pero indicaba que Xscape podría ser un merecido tributo a Jackson y su legado. Jon OBrien, de Yahoo Contributor Network, opinó que los clásicos estilos disco y soul de la canción podrían haber sido extraídos de los discos Off the Wall o Thriller.

## Versiones
- Versión original (maqueta) — 3:17
- Versión del álbum — 3:54
- Dueto (con Justin Timberlake) — 4:05
- Remix (con Fedde le Grand) — 3:59

## Video musical
El videoclip para la canción fue dirigido por Rich Lee y Justin Timberlake. Fue rodado en dos lugares diferentes: en Los Ángeles —con bailarines profesionales, extras y fanáticos— y en Estocolmo —mientras Timberlake estaba de paso con su gira The 20/20 Experience World Tour—. Para mantener el secreto, muchos de los bailarines no sabían que actuarían junto a Timberlake hasta que se llegaron a la grabación. En Suecia, Timberlake interpretó y bailó al ritmo de la canción solo y después grabó una escena junto a un grupo de niños locales. Debido a que los productores tenían pocos días para terminar el video, enviaban las tomas grabadas en Estocolmo a Los Ángeles apenas eran filmadas, de modo que los montajistas comenzaron a editarlas mientras el video aún se estaba grabando. El clip fue estrenado el 14 de mayo de 2014, recibiendo posteriormente una nominación en los premios MTV Video Music Awards en la categoría Mejor coreografía. 
Hasta diciembre de 2016 el vídeo musical llevó más de 160 millones de reproducciones en Youtube para alcanzar las 286 millones de veces reproducidas en la misma plataforma para mediados del año 2020. 

## Interpretación en directo
La canción fue tocada en vivo durante los premios iHeartRadio Music Awards el 1 de mayo de 2014. En esa ocasión, el rapero Usher bailó en el escenario, se subió a una mesa y ejecutó el paso Moonwalk. Otros bailarines vestidos como Michael Jackson hicieron sus movimientos más característicos ante pantallas digitales que mostraban grafitis y murallas de ladrillo.

## Posicionamiento en listas
| Lista (2014)                           | Mejor posición |
| -------------------------------------- | -------------- |
| Alemania (Media Control AG)            | 18             |
| Australia (ARIA)                       | 28             |
| Austria (Ö3 Austria Top 40)            | 36             |
| Bélgica (Flandes) (Ultratop 50)        | 4              |
| Bélgica (Valonia) (Ultratop 50)        | 6              |
| Brasil (Billboard Brasil Hot 100)      | 42             |
| Canadá (Hot 100)                       | 20             |
| Corea del Sur (Gaon)                   | 1              |
| Dinamarca (Tracklisten)                | 1              |
| Escocia (Scottish Singles Top 40)      | 19             |
| Eslovaquia (Radio Top 100 Chart)       | 53             |
| España (Top 100 Canciones)             | 6              |
| Estados Unidos (Billboard Hot 100)     | 9              |
| Estados Unidos (Hot R&B/Hip-Hop Songs) | 5              |
| Estados Unidos (Adult Contemporary)    | 8              |
| Estados Unidos (Pop Songs)             | 29             |
| Estados Unidos (Adult Pop Songs)       | 23             |
| Estados Unidos (Adult R&B Songs)       | 1              |
| Estados Unidos (Hot Dance Club Songs)  | 24             |
| Billboard Euro Digital Songs           | 5              |
| Francia (SNEP)                         | 2              |
| Hungría (Single Top 20)                | 4              |
| Irlanda (IRMA)                         | 17             |
| Israel (Media Forest)                  | 1              |
| Italia (FIMI)                          | 4              |
| Japón (Japan Hot 100)                  | 12             |
| Nueva Zelanda (Recorded Music NZ)      | 12             |
| Países Bajos (Dutch Top 40)            | 11             |
| Polonia (Polish Airplay Top 100)       | 17             |
| Reino Unido (UK Singles Chart)         | 8              |
| República Checa (Radio Top 100 Chart)  | 48             |
| Sudáfrica (EMA)                        | 1              |
| Suecia (Sverigetopplistan)             | 57             |
| Suiza (Schweizer Hitparade)            | 15             |

## Certificaciones
| País           | Organismo certificador | Certificación | Simbolización | Ventas  | Ref.   |
| -------------- | ---------------------- | ------------- | ------------- | ------- | ------ |
| Estados Unidos | RIAA                   | Oro           | ●             | 500 000 | [ 31 ] |